# جورج سكوت
جورج سكوت (بالسويدية: George Scott)‏ (مواليد 20 ديسمبر 1966) هو ملاكم سويدي، مثّل بلاده في الألعاب الأولمبية الصيفية 1988 وحقق الميدالية الفضية في فئة الوزن الخفيف.

## روابط خارجية
جورج سكوت على موقع بوكس ريك (الإنجليزية) (registration required)
- جورج سكوت على موقع اللجنة الأولمبية الدولية (الإنجليزية)
- جورج سكوت على موقع أوليمبيديا (الإنجليزية)
- جورج سكوت على موقع اللجنة الأولمبية السويدية (السويدية)